# Tachornis
Tachornis is een geslacht van vogels uit de familie gierzwaluwen (Apodidae).

## Soorten
Het geslacht kent de volgende soorten:
- Tachornis furcata  – Dwerggierzwaluw
- Tachornis phoenicobia  – Cubaanse palmgierzwaluw
- Tachornis squamata  – Braziliaanse palmgierzwaluw